# 1 Dywizja Strzelców Polskich (AP we Francji)
1 Dywizja Strzelców Polskich (fr. 1re Division Polonaise) – związek taktyczny piechoty Armii Polskiej we Francji.

## Formowanie
W czerwcu 1918 w składzie Armii Polskiej we Francji przystąpiono do formowania 1 Dywizji Strzelców Polskich. 17 czerwca w miejscowości Villeres-Marmery 1 pułk strzelców polskich złożył przysięgę i otrzymał sztandar ufundowany przez miasto Paryż. 22 czerwca pod Mailly w Szampanii miasta Verdun, Nancy i Belfort wręczyły ufundowane przez siebie sztandary 2 i 3 pułkowi strzelców polskich oraz 1 pułkowi artylerii polowej. 8 lipca dywizja liczyła 227 oficerów i 10.005 szeregowców. 4 sierpnia francuskie Naczelne Dowództwo podjęło formalną decyzję  o sformowaniu 1 DSP w oparciu o dowództwo i poddziały rozformowywanej 63 Dywizji Piechoty.
Dowódcą 1 DSP został gen. Ecochard, dotychczasowy dowódca francuskiej 63 DP. Wkrótce zastąpił go gen. Vidalon, były szef Sztabu 4 Armii (franc.). Zastępcą dowódcy dywizji (dowódcą piechoty dywizyjnej) został płk Jasieński. Formowanie dywizji w oparciu o służby i zakłady 63 DP (franc.) trwało do grudnia 1918.
W listopadzie 1918 dowództwo francuskie zamierzało użyć dywizji w operacji zmierzającej do zajęcia rejonu Saarbrücken pomimo tego, że nie zakończyła ona formowania. 11 listopada dywizja znalazła się na podstawie wyjściowej do natarcia w rejonie miejscowości Lunéville. Podpisanie rozejmu przekreśliło plany wykorzystania dywizji do walk frontowych. 19 lutego 1919 na bazie rozformowanego XXXVI Korpusu (franc.) sformowano I Korpus AP we Francji w skład, którego weszła 1 i 2 Dywizja Strzelców Polskich.

## Dowódcy dywizji
- général de brigade Joseph Ecochard 3 lipca 1917 – 4 sierpnia 1918
- général de brigade Jean Vidalon 2 września 1918 – 21 marca 1919
- général de brigade Joseph Jean Bernard

## Przeformowanie
9 września 1919 r. rozkazem Naczelnika Państwa Józefa Piłsudskiego 1 Dywizję Strzelców Polskich przemianowano na 13 Dywizję Piechoty i przeformowano na etat dywizji złożonej z dwóch brygad piechoty (każda po dwa pułki):
- XXV Brygada Piechoty 
  - 43 pułk piechoty (dawny 1 pułk strzelców polskich 1 DSP)
  - 44 pułk piechoty (dawny 2 pułk strzelców polskich 1 DSP)
- XXVI Brygada Piechoty
  - 45 pułk piechoty (dawny 3 pułk strzelców polskich 1 DSP)
  - 50 pułk piechoty (dawny 8 pułk strzelców polskich 3 DSP)